# Partia Nacjonalistyczna (Islandia)

Flaga używana przez partię

Partia Nacjonalistyczna (isl. Flokkur Þjóðernissinna) – skrajnie prawicowa islandzka partia faszystowska istniejąca w latach 1934-1944. Nigdy nie miała przedstawicieli w Alþingi.
Celem partii była ochrona etnicznej tożsamości Islandczyków. Głosiła ona antysemityzm i wierzyła w "wyższość rasy aryjskiej". Miała charakter antykomunistyczny i antydemokratyczny. Postulowała likwidację Alþingi i zastąpienia go parlamentem o charakterze korporacyjnym. Opowiadała się za bliskimi stosunkami z III Rzeszą i utrzymywała kontakt z jej przedstawicielami.
Członkowie Partii Nacjonalistycznej nosili szare koszule i opaski z czerwoną swastyką na ramieniu. Nie uznawali jednak zasady wodzostwa.
Partia wydawała własną gazetę "Ísland" i czasopismo "Mjölnir" (dosł. młot Thora). W roku 1944 została formalnie rozwiązana.